# Tricyphona perrecessa
Tricyphona (Tricyphona) perrecessa là một loài ruồi trong họ Pediciidae. Chúng phân bố ở vùng Indomalaya.